# Vulcain (moteur-fusée)
Pour les articles homonymes, voir Vulcain.
Ne doit pas être confondu avec Vulcain (fusée) ou Vulcan (fusée).
Le Vulcain est un moteur-fusée cryogénique propulsant l'étage principal cryotechnique (EPC) des lanceurs européens Ariane 5 et Ariane 6. Bien que mis en fonctionnement au sol pour des raisons techniques, il n'assure qu'environ 10 % de la poussée produite au décollage, et est principalement employé pendant la deuxième phase de vol, après le largage des deux propulseurs d'appoint latéraux, ou étages d'accélération à poudre (EAP ou P230), assurant eux 90 % de la poussée au décollage. Il propulse également l'étage principal d'Ariane 6.
Plusieurs versions de ce moteur existent :
- Vulcain, pour les versions génériques d'Ariane 5, Ariane 5G, 5G+ et 5GS ;
- Vulcain 2, pour la version ECA d'Ariane 5, Ariane 5 ECA, développant une poussée plus importante ;
- Vulcain 2.1, pour Ariane 6.

Son initiale « V » lui vient de la ville de Vernon, où il est conçu et produit.

## Développement
Le développement du Vulcain a débuté en 1988, à la suite du lancement du programme Ariane 5 par les ministres européens lors de la conférence de La Haye, et a été assuré par une coopération européenne. Le CNES a assuré la direction technique et financière du programme et a confié la maîtrise d'œuvre à la Société européenne de propulsion. L'ensemble du programme a été financé par l'Agence spatiale européenne.
Après des essais au niveau des composants, les essais moteurs ont débuté en avril 1990. Au moment du premier vol, le 4 juin 1996, le moteur Vulcain cumulait une expérience de 285 essais, totalisant 85 000 secondes de fonctionnement. 
Conformément aux principes de l'ESA, de nombreux industriels sont impliqués dans le programme :
- la Société européenne de propulsion (France) a développé la turbopompe hydrogène, le générateur de gaz et ses vannes d'alimentation ;
- EADS Astrium (Allemagne) a développé la chambre de combustion avec sous-contrat à Volvo Aero Corp. (Suède) pour le divergent et à MAN Technologie (Allemagne) pour le cardan et la protection thermique ;
- Avio (Italie) a développé la turbopompe oxygène ;
- Volvo Aero Corp. (Suède) les turbines hydrogène et oxygène ;
- Techspace Aero (Belgique) les vannes d'injection chambre, les vannes de purge et la vanne gaz chauds ;
- Microtecnica (Italie) les électrovannes et clapets anti-retour ;
- SPE (Pays-Bas) les équipements d'allumage et démarrage ;
- AVICA (Royaume-Uni) les lignes d'alimentation, et DEVTEC (Irlande) les supports.

## Technologie

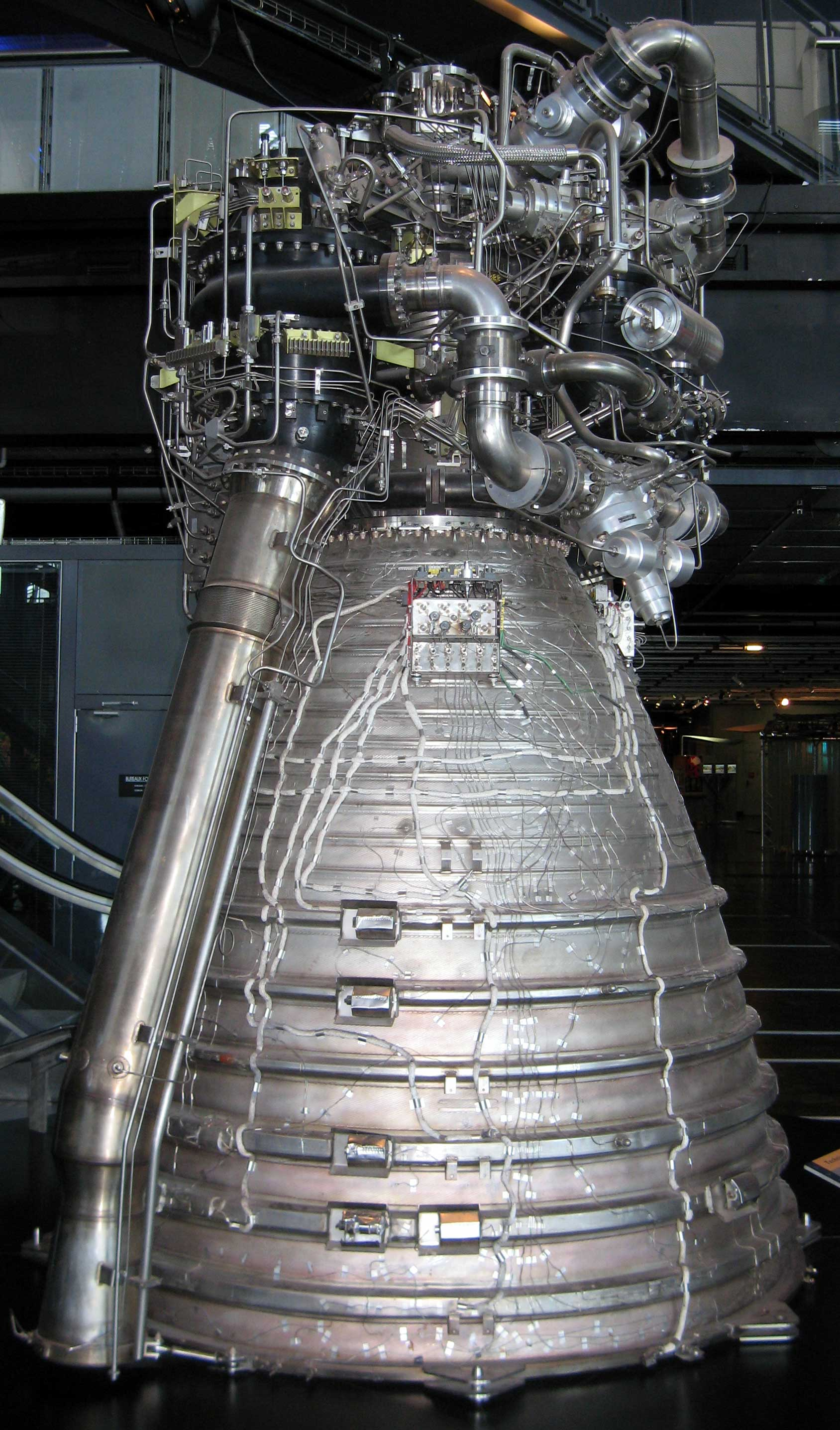
Vulcain 1 à la Cité des sciences et de l'industrie de la Villette à Paris.

### Caractéristiques
Le moteur complet mesure 3 m, pour un diamètre en sortie de tuyère de 1,76 m et une masse de 1 685 kg. Il va fonctionner durant un vol normal pendant environ 10 minutes. Lors du lancement, il est testé sur le pas de tir pendant environ 7 secondes : en cas d'anomalie, on le coupe et le lancement est reporté, mais, si tous les systèmes répondent correctement, on allume les EAP et Ariane 5 décolle instantanément. Sa durée de vie maximale est de 6 000 secondes et 20 démarrages.
La poussée produite est transmise à l'étage via une structure triangulaire métallique portant le moteur. Sa partie haute est enfermée dans une protection thermique, afin de l'isoler du rayonnement produit par les échappements des deux EAP.

### Fonctionnement
Le fonctionnement du Vulcain est fondé sur le cycle à flux dérivé, dans lequel les turbopompes qui alimentent la chambre de combustion, sont entraînées par la combustion, dans un générateur de gaz unique, d'une partie des ergols prélevés (3 %) sur le circuit principal. Un fort excès d'hydrogène a pour effet de limiter la température des gaz, tout en les rendant réducteurs, de façon à protéger les aubes de turbine.
L'alimentation du moteur en ergols à haute pression se fait par deux turbopompes indépendantes :
- La turbopompe à hydrogène : Elle tourne à 33 200 tr/min, développant une puissance de 15 MW, soit 21 000 ch (la puissance de deux rames de TGV)[3]. Elle fait l'objet d'études très poussées sur la résistance des matériaux, et la conception des roulements et le centrage des masses en mouvement se doivent d'être les plus proches possible de la perfection,
- La turbopompe à oxygène : Elle tourne à 13 000 tr/min et développe une puissance de 3,7 MW. Sa conception est essentiellement axée sur l'emploi de matériaux qui n'entreront pas en combustion avec l'oxygène qu'elle brasse[3].

Le moteur Vulcain reçoit de ces pompes 200 L d'oxygène et 600 L d'hydrogène par seconde. Des vannes sont présentes, actionnées par des vérins pneumatiques alimentés en hélium gazeux au moyen d'électrovannes. Le rapport de mélange peut être modifié en commutant la vanne d'alimentation de la turbopompe à oxygène, ce qui réserve la possibilité d'aboutir à un épuisement quasi simultané des deux réservoirs.
La poussée de 1 140 kN (114 tonnes) est obtenue par éjection à grande vitesse du débit de gaz (250 kg/s à 3 300 °C sous une pression de 110 bars) produit par la combustion des ergols dans la chambre de combustion. L'oxygène liquide (LOX) et l'hydrogène liquide (LH2) sont introduits dans la chambre à travers un injecteur frontal, consistant en 516 éléments coaxiaux. Du fait de la température élevée de combustion, la chambre est refroidie par circulation de l'hydrogène liquide (à −250 °C) dans 360 canaux longitudinaux usinés dans la paroi.
Le divergent assure l'accélération des gaz en régime supersonique jusqu'à 4 000 m/s. Il est constitué de 456 petites canalisations soudées de 4 x 4 mm, et d'une épaisseur de 0,4 mm, enroulées en hélice et refroidis par circulation d'hydrogène. Elles forment alors un film qui refroidit les parois internes, selon le procédé dit de dump cooling. Son orientation est assurée par des vérins pneumatiques alimentés en hélium. Le gaz est stocké sous une pression de 390 bars dans deux réservoirs de 300 litres, construits en composite carboné et titane. Le démarrage du moteur se fait au sol, afin que son fonctionnement puisse être contrôlé avant l'allumage des étages à poudre du lanceur et son décollage, ce qui nécessite environ sept secondes. Il est assuré par un démarreur à poudre, qui met en vitesse les turbopompes, et ce sont des allumeurs pyrotechniques qui initient la combustion dans la chambre et le générateur.

## Vulcain 2
Le Vulcain 2 est une optimisation du premier Vulcain, portant la poussée à 1 350 kN. Sa hauteur atteint 3,60 m, pour un diamètre en sortie de tuyère de 2,15 m. La turbopompe à hydrogène développe une puissance de 14 MW.
Ce nouveau moteur permet d'accroître les capacités de charge utile d'Ariane 5 ECA de près de 20 % par rapport à l'ancienne version, soit 1,3 tonne supplémentaire. En tant que moteur cryotechnique, il brûle un mélange d'hydrogène liquide (LH2) et d'oxygène liquide (LOX), ce dernier étant délivré à une pression de 161 bars par une nouvelle turbopompe italienne tournant à 13 000 tr/min,. Il est également doté d'une nouvelle tuyère, développée par Volvo Aero, qui permet de réinjecter les gaz en provenance de la turbine de la turbopompe. Elle est également allongée de 50 cm, afin d'améliorer le taux de détente des gaz en sortie.
Les contraintes mécaniques et thermiques qui règnent à l'intérieur y sont énormes (plus de 3 000 °C) et ont nécessité de nombreuses heures de mise au point. La plus grosse différence entre le Vulcain 2 et le premier vient du refroidissement de sa tuyère, qui n'est plus composé que de 288 tubulures circulaires de 4 x 6 mm de diamètre et 0,6 mm d'épaisseur. La diminution du nombre de soudures visait à diminuer le temps de production, passant de 13 à seulement 5 semaines, ainsi qu'une réduction des coûts de fabrication. C'est malheureusement cette nouveauté au niveau de la tuyère qui mènera à la perte de la 17e Ariane 5, celle du vol 517, qui devait inaugurer la version ECA mais qui finira dans l'océan Atlantique.

### Problèmes de conception
Lors des essais de qualification, des fissures au niveau des tubulures de refroidissement étaient déjà apparues, mais elles avaient été réparées selon les normes de qualité nécessaires. Malheureusement, seules les conditions de vol réelles permettent de déceler un problème de conception profond d'un moteur-fusée de ce type. Et c'est précisément ce qui est arrivé lors du vol 517 d'Ariane 5 : ces fissures se sont à nouveau manifestées et ont mené à l'apparition d'un phénomène de flambage, qui a alors ouvert un trou dans la paroi de la tuyère. Les charges thermiques et dynamiques en altitude étaient supérieures à ce que la tuyère pouvait supporter, mais les simulations ne pouvaient malheureusement pas permettre de les déceler lors des essais au sol,.
À la suite de cet incident, la commission d'enquête, qui avait établi les causes de la défaillance du lanceur, a demandé à SNECMA d'améliorer la qualité de fabrication des moteurs Vulcain 2, ainsi que d'en modifier le circuit de refroidissement, en se basant d'ailleurs sur les retours d'expérience du Vulcain 1, qui avait jusque-là été exemplaire.
Le moteur a également subi quelques ratés au démarrage, par exemple le 30 mars 2011, lors de la première tentative de lancement de la fusée Ariane 5 ECA du vol V-201. La sécurité de lancement a bien fonctionné et les EAP ne se sont pas allumés. Le lancement a été reporté au 22 avril et s'est déroulé cette fois-ci sans encombre.

## Spécifications techniques
| Version                                | Vulcain 1 (Vulcain 1B)                                                 | Vulcain 2                                                              | Vulcain 2.1,                                                            |
| -------------------------------------- | ---------------------------------------------------------------------- | ---------------------------------------------------------------------- | ----------------------------------------------------------------------- |
| Hauteur                                | 3 m                                                                    | 3,45 m                                                                 | 3,6 m                                                                   |
| Diamètre                               | 1,76 m                                                                 | 2,10 m                                                                 | 2,5 m                                                                   |
| Masse                                  | 1 686 kg                                                               | 2 100 kg                                                               | 2 000 kg                                                                |
| Propergols                             | Oxygène liquide (LOX) et hydrogène liquide (LH2) dans un rapport 5,9:1 | Oxygène liquide (LOX) et hydrogène liquide (LH2) dans un rapport 6,1:1 | Oxygène liquide (LOX) et hydrogène liquide (LH2) dans un rapport 6,03:1 |
| Vitesse de rotation des turbopompes,   | 11 000 à 14 800 tr/min (LOX) 28 500 à 36 000 tr/min (LH2)              | 11 300 à 13 700 tr/min (LOX) 31 800 à 39 800 tr/min (LH2)              | 12 300 tr/min (LOX) 36 500 tr/min (LH2)                                 |
| Puissance de la turbopompe             | 2,0 à 4,8 MW (LOX) 7,4 à 15,5 MW (LH2)                                 | 3,7 à 6,6 MW (LOX) 9,9 à 20,4 MW (LH2)                                 |                                                                         |
| Pression dans la chambre de combustion | 100 bar (110 bar)                                                      | 115 bar                                                                | 118,8 bar                                                               |
| Poussée dans le vide                   | 1 120 kN (1 140 kN)                                                    | 1 340 kN                                                               | 1 371 kN                                                                |
| Poussée au sol                         | 815 kN                                                                 | 960 kN                                                                 |                                                                         |
| Impulsion spécifique dans le vide      | 431,2 s                                                                | 434,2 s                                                                | 432 s                                                                   |
| Rapport de section                     | 45                                                                     | 58,3                                                                   |                                                                         |
| Vitesse d'éjection dans le vide (SI)   | 4 230 m/s                                                              | 4 260 m/s                                                              | 4 238 m/s                                                               |